# Saint-Forgeot
Saint-Forgeot település Franciaországban, Saône-et-Loire megyében. Lakosainak száma 434 fő (2022. január 1.). Saint-Forgeot Reclesne, Autun, Dracy-Saint-Loup és Tavernay községekkel határos.

## Népesség
A település népessége az elmúlt években az alábbi módon változott:
| Lakosok száma | 491  | 483  | 508  | 468  | 456  | 443  | 440  | 437  | 434  |
|               | 2013 | 2015 | 2016 | 2017 | 2018 | 2019 | 2020 | 2021 | 2022 |